# Graeme French
Graeme French (Ulverstone, Tasmània, 15 d'abril de 1927 - Gold Coast, 9 de març de 2012) va ser un ciclista australià que es va especialitzar en la pista, on va guanyar dues medalles als Campionats del món de mig fons.

## Palmarès
- 1956
  -  Campió del món de mig fons